# Holy Trinity (Old Swedes')
För Old Swedes' Church i New Jersey, se Trinity Church (Old Swedes').
Holy Trinity Church (Old Swedes') är en gammal svensk kyrka i Wilmington i den amerikanska delstaten Delaware. Kyrkan uppfördes av svenskättlingarna från Nya Sverige och stod klar 1699. Byggnaden är den äldsta kyrkan i USA som i sitt originalskick ännu används till gudstjänst. Idag är kyrkan ett National Historic Landmark.

## Kyrkobyggnaden
Kyrkan står på 606 Church Street i centrala Wilmington.
Byggnaden är uppförd i sten som en rektangel med en längd på cirka 20 meter, cirka 11 meter bred och 6 meter hög (samma dimensioner som Gloria Dei (Old Swedes') kyrkan). Klocktornet tillkom först 1802.
Predikstolen är från 1698 och tillverkad i svart valnötsträ och är den äldsta bevarade i USA. Det nuvarande altaret är också tillverkat i trä och innanför finns originalaltaret bevarat.
Lutherska gudstjänster hölls på svenska till slutet på 1700-talet innan kyrkan 1791 övertogs av den Amerikanska episkopalkyrkan.

## Historia
Kyrkans hörnsten lades den 28 maj år 1698 och kyrkan stod klar den 4 juni år 1699 (årets Heliga Trefaldighets dag) då den konsekrerades som "Helga Trefaldighet Kyrka".1749 utfördes omfattande reparationer och den södra ingången byggdes till. 1774 tillkom galleriet. 1802 restes det nuvarande klocktornet.
Kyrkogården inrättades redan 1638 som begravningsplats till Fort Christinas invånare. Det finns över 5 000 gravstenar på kyrkogården.
1791 återvände Lars Girelius (den siste svenske prästen) hem till Sverige och kyrkan överläts till Episkopalkyrkan. Kring år 1830 flyttade församlingen till en ny kyrkobyggnad och Old Swedes' började förfalla. 1842 och 1899 genomgick kyrkan omfattande reparationer och kyrkogården återställdes 1946.
Den 5 november år 1961 utsågs kyrkan till National Historic Landmark och den 15 oktober år 1966 blev byggnaden upptagen på National Register of Historic Places.